# Escuela Interamericana de Bibliotecología (UdeA)
La Escuela Interamericana de Bibliotecología -E. I. B.- es una unidad académica de la Universidad de Antioquia -UdeA-, fundada en 1956, se encuentra ubicada en la Ciudad Universitaria, campus ubicado en la ciudad colombiana de Medellín. Se dedica al estudio, producción y aplicación de los conocimientos en las áreas de bibliotecología, archivística y ciencia de la información para formar profesionales idóneos con criterios de excelencia académica, éticos y de responsabilidad social. Además, desarrolla programas académicos de formación en pregrado y posgrado y promueve actividades de investigación, docencia y extensión.

## Historia
El 19 de octubre de 1956 se crea la Escuela Interamericana de Bibliotecología, por iniciativa del médico y educador antioqueño Ignacio Vélez Escobar. Al año siguiente comienza actividades con treinta y cinco estudiantes provenientes de varios países. El Dr. Vélez Escobar junto con un grupo de personas de la ciudad, de Colombia y del extranjero, con mirada futurista y espíritu americanista, sintieron la necesidad de formar personal profesional a nivel universitario que se hiciera cargo del proceso de organización, transferencia y difusión del conocimiento en las instituciones culturales llamadas bibliotecas o unidades de información. Desde un comienzo es ideada como un proyecto educativo para Latinoamérica, pues las situaciones de la región merecían una Escuela que estuviera localizada en una universidad y ciudad pujante, que fuera un efectivo cruce no solo geográfico sino también cultural y educativo, y por ello es usual ver a sus egresados y profesores destacándose en varios países. Su fundación está relacionada con otros objetivos, también importantes, por convertir a Medellín en una ciudad culta, donde los conocimientos y la información se divulgue y la lectura sea una actividad constante en la vida de sus ciudadanos; entre ellos se debe mencionar la creación por parte de la Unesco de la Biblioteca Pública Piloto de Medellín para Latinoamérica, en 1952.
Hasta 1959 se ofreció una formación de dos niveles: el técnico que concedía el título de Bibliotecario y el profesional el título de Licenciado en Bibliotecología, el cual se otorgó hasta 1979. Desde en 1980, con la reforma de la Educación Superior, se concede el título de Bibliotecólogo y a partir de 1996 se brindan programas de postgrado y diplomado, para seguir desarrollándose en los años 2000.
Las décadas de los sesenta, setenta y ochenta son de consolidación a nivel nacional e internacional, como lo prueban los convenios y asesorías a instituciones regionales y organismos del extranjero. Entre estos últimos se destaca el convenio con la OEA, para ser sede, por varios años, de un proyecto multinacional de educación bibliotecológica que ayudó a más de veinte países, y que facilitó la vinculación de cientos de bibliotecólogos de las bibliotecas escolares y universitarias del continente, para capacitarse y afinarse en la Escuela. Este proyecto tan ambicioso, la colaboración de numerosos expertos extranjeros, los convenios para que los países enviaran sus becarios a Medellín, la producción editorial, la creación en 1970 del Centro de Investigaciones en Ciencia de la Información (CICINF), la fundación desde 1978 de la Revista Interamericana de Bibliotecología, el esfuerzo de adecuación de sus reformas curriculares, la consolidación de sus programas de formación, y la excelente aceptación de sus egresados que han entrado en instituciones de diversas partes del mundo.
Entre la década de los 90 y primeros años del siglo XXI, la Escuela muestra un evidente desarrollo en la investigación, a tal punto que es la primera escuela o facultad de Colombia en esta materia, en tener cuatro grupos de investigación reconocidos por COLCIENCIAS: uno en la categoría A de excelencia, el de Investigación en Biblioteca Pública; dos en categoría B, el de Gestión del Conocimiento y el de Usuarios, y uno, el de Terminología, en proceso de reconocimiento. Este logro, unido al posicionamiento de la investigación como una actividad importante en el desarrollo de la Escuela, el incremento en el número de proyectos y el manejo de la extensión, hacen que el Centro de Investigaciones en Ciencia de la Información (CICINF) sea una de las fortalezas de la Escuela. Además, COLCIENCIAS, como organismo nacional especializado, le conceda a la Revista Interamericana de Bibliotecología, que la Escuela publica, sin interrupciones desde 1978, la clasificación en la categoría B, y la cual ya tiene ganado un prestigio como “journal”, por la calidad de sus artículos. 
Otro de los principales logros es el de ser el primer programa de bibliotecología de Colombia en ser acreditado, en 1999, por cuatro años, por el Ministerio de Educación Nacional. Luego, y siguiendo con la calidad, la Escuela se da a la tarea de renovar la acreditación, labor que finaliza con un nuevo reconocimiento del Ministerio de Educación, por siete años más; así, la E. I. B. de la Universidad de Antioquia, es la única de Colombia, en esta especialidad, en tener reconocimiento de la calidad de su programa hasta el año 2011.
Después de cumplir más de 50 años, ofrece dos programas de pregrado, uno en Bibliotecología con el cual se inició, el otro, más reciente, la Tecnología en Archivística; uno de postgrado, la Especialización en Gerencia de Servicios de Información; más los cursos de educación continua y diplomaturas. Es de resaltar que la Tecnología en Archivística la ofrece además de la sede de Medellín, en las regionales del Carmen de Viboral, Yarumal y Sonsón. Y la E. I. B. hace trámites para que el programa de Tecnología se profesionalice y, de esta forma tenga otro pregrado más que ofrecer. Además, adelanta el proceso de estudio y aprobación de dos nuevos posgrados: uno de Magíster en Bibliotecología y Ciencia de la Información, para el cual, y por las investigaciones preliminares, ya existe demanda, el cual se realizaría en acuerdo con universidades del exterior; el otro es la Especialización en Edición, y para este último existen también buenos pronósticos.

## Investigación
La Escuela cuenta con el Centro de Investigaciones en Ciencia de la Información -CICINF-, el cual tiene en la actualidad varios grupos enfocados al desarrollo de las líneas de investigación propuestas. Algunos de ellos se encuentran en dos grupos clasificados por Colciencias: uno en categoría A y dos en B.
Sumado a los frutos que han logrado los grupos de investigación, el Semillero se ha consolidado como un camino para que los estudiantes se relacionen a la actividad investigativa de la Escuela. 
Los grupos conformados son:
- Grupo de Investigación en Biblioteca Pública. Categoría A,[1] Colciencias 2006
- Grupo de Investigación en Gestión del Conocimiento Universidad de Antioquia. Categoría B,[2] Colciencias 2006.
- Grupo de Investigación en Usuarios de la Información, Categoría B,[2] Colciencias 2006.
- Grupo de Trabajo en Terminología
- Grupo de Investigación en Promoción y Animación a la Lectura
- Grupo de Epistemología de la Bibliotecología

## Programas
Pregrado
- Bibliotecología
- Tecnología en Archivística
- Archivística

Posgrado
- Especialización en Gerencia de Servicios de Información
- Especialización Edición de Publicaciones
- Maestría en Ciencia de la Información